# 2007년 대한민국의 주말 흥행 1위 영화 목록
다음은 2007년 대한민국에서 주말(금요일 ~ 일요일) 간 박스오피스 1위를 달성한 영화의 목록이다.
| #  | 날짜             | 영화                              | 수입 (단위: ₩) | 비고 |
| -- | ---------------- | --------------------------------- | -------------- | ---- |
| 1  | 2007년 1월 7일   | 《박물관이 살아있다》             | 2,960,923,700  |      |
| 2  | 2007년 1월 14일  | 《에라곤》                        | 2,119,371,600  |      |
| 3  | 2007년 1월 21일  | 《마파도 2》                      | 3,030,349,600  |      |
| 4  | 2007년 1월 28일  | 《최강로맨스》                    | 2,234,713,400  |      |
| 5  | 2007년 2월 4일   | 《그놈 목소리》                   | 5,816,775,200  |      |
| 6  | 2007년 2월 11일  | 《바람피기 좋은날》               | 3,306,000,300  |      |
| 7  | 2007년 2월 18일  | 《1번가의 기적》                  | 3,022,264,600  |      |
| 8  | 2007년 2월 25일  | 《1번가의 기적》                  | 2,412,460,900  |      |
| 9  | 2007년 3월 4일   | 《1번가의 기적》                  | 1,416,052,500  |      |
| 10 | 2007년 3월 11일  | 《일루셔니스트 》                 | 1,369,883,600  |      |
| 11 | 2007년 3월 18일  | 《300》                           | 4,834,250,600  |      |
| 12 | 2007년 3월 25일  | 《300》                           | 3,457,418,800  |      |
| 13 | 2007년 4월 1일   | 《이장과 군수》                   | 2,826,128,500  |      |
| 14 | 2007년 4월 8일   | 《우아한 세계》                   | 2,208,231,000  |      |
| 15 | 2007년 4월 15일  | 《극락도 살인사건》               | 3,296,880,000  |      |
| 16 | 2007년 4월 22일  | 《극락도 살인사건》               | 2,188,657,500  |      |
| 17 | 2007년 4월 29일  | 《극락도 살인사건》               | 1,674,732,500  |      |
| 18 | 2007년 5월 6일   | 《스파이더맨 3》                  | 10,029,318,500 |      |
| 19 | 2007년 5월 13일  | 《스파이더맨 3》                  | 5,663,966,000  |      |
| 20 | 2007년 5월 20일  | 《스파이더맨 3》                  | 2,423,593,500  |      |
| 21 | 2007년 5월 27일  | 《캐리비안의 해적 세상의 끝에서》 | 9,465,791,500  |      |
| 22 | 2007년 6월 3일   | 《캐리비안의 해적 세상의 끝에서》 | 4,515,445,000  |      |
| 23 | 2007년 6월 10일  | 《슈렉 3》                        | 5,553,258,000  |      |
| 24 | 2007년 6월 17일  | 《슈렉 3》                        | 2,572,897,000  |      |
| 25 | 2007년 6월 24일  | 《검은 집》                       | 2,577,214,500  |      |
| 26 | 2007년 7월 1일   | 《트랜스포머》                    | 10,434,915,000 |      |
| 27 | 2007년 7월 8일   | 《트랜스포머》                    | 9,977,825,538  |      |
| 28 | 2007년 7월 15일  | 《해리포터와 불사조 기사단》      | 9,070,335,000  |      |
| 29 | 2007년 7월 22일  | 《다이하드4 : 죽어도 산다》       | 5,384,071,500  |      |
| 30 | 2007년 7월 29일  | 《화려한 휴가》                   | 6,922,017,000  |      |
| 31 | 2007년 8월 5일   | 《디워》                          | 12,142,960,900 |      |
| 32 | 2007년 8월 12일  | 《디워》                          | 9,105,260,900  |      |
| 33 | 2007년 8월 19일  | 《디워》                          | 4,175,347,500  |      |
| 34 | 2007년 8월 26일  | 《화려한 휴가》                   | 2,095,792,000  |      |
| 35 | 2007년 9월 2일   | 《디스터비아》                    | 1,495,843,000  |      |
| 36 | 2007년 9월 9일   | 《마이파더》                      | 1,939,833,500  |      |
| 37 | 2007년 9월 16일  | 《본 얼티메이텀》                 | 2,684,181,000  |      |
| 38 | 2007년 9월 23일  | 《사랑》                          | 2,769,754,000  |      |
| 39 | 2007년 9월 30일  | 《사랑》                          | 2,298,988,000  |      |
| 40 | 2007년 10월 7일  | 《행복》                          | 2,187,858,500  |      |
| 41 | 2007년 10월 14일 | 《행복》                          | 1,433,933,500  |      |
| 42 | 2007년 10월 21일 | 《바르게 살자》                   | 3,007,899,000  |      |
| 43 | 2007년 10월 28일 | 《바르게 살자》                   | 2,935,723,000  |      |
| 44 | 2007년 11월 4일  | 《식객》                          | 3,078,412,000  |      |
| 45 | 2007년 11월 11일 | 《식객》                          | 3,471,328,500  |      |
| 46 | 2007년 11월 18일 | 《식객》                          | 2,505,574,000  |      |
| 47 | 2007년 11월 25일 | 《세븐데이즈》                    | 2,328,762,000  |      |
| 48 | 2007년 12월 2일  | 《어거스트 러쉬》                 | 2,037,135,500  |      |
| 49 | 2007년 12월 9일  | 《어거스트 러쉬》                 | 2,301,117,500  |      |
| 50 | 2007년 12월 16일 | 《나는 전설이다》                 | 4,919,572,000  |      |
| 51 | 2007년 12월 23일 | 《황금 나침반》                   | 3,923,197,500  |      |
| 52 | 2007년 12월 30일 | 《황금 나침반》                   | 2,193,529,500  |      |

## 참고 자료
- KOFIC 영화진흥위원회 주간/주말 박스오피스 참고